# EnCase
EnCase é a tecnologia compartilhada dentro de um conjunto de produtos de investigações digitais da Guidance Software. O software vem em vários produtos projetados para uso em forense, segurança cibernética, análise de segurança e descoberta eletrônica. O EnCase é tradicionalmente usado em análise forense para recuperar evidências de discos rígidos apreendidos. Ele permite que o investigador conduza uma análise detalhada dos arquivos do usuário para coletar evidências, como documentos, imagens, histórico da Internet e informações do Registro do Windows.
A empresa também oferece treinamento e certificação para o EnCase.
Os dados recuperados pelo EnCase foram usados em vários sistemas judiciais, como nos casos do Assassino BTK e no assassinato de Danielle van Dam.

## Leitura posterior
- Garber, Lee. «EnCase: A Case Study in Computer-Forensic Technology» (PDF). IEEE Computer Society. Consultado em 10 de novembro de 2010